# Rufin Lué
Rufin Biagné Lué (né le 5 janvier 1968 en Côte d'Ivoire) est un joueur de football international ivoirien, qui évoluait au poste de défenseur.

## Biographie

### Carrière en sélection
Avec l'équipe de Côte d'Ivoire, il joue 26 matchs (pour aucun but inscrit) entre 1987 et 1997. 
Il figure notamment dans le groupe des sélectionnés lors des coupe d'Afrique des nations de 1988, de 1990 et de 1996.
Il participe également à la Coupe des confédérations de 1992. Lors de la compétition il joue un match contre les États-Unis.

## Palmarès
Côte d'Ivoire
- Coupe d'Afrique des nations (1) :
  - Vainqueur : 1992.